# Ибишев, Рафик Мазахирович
Рафик Мазахирович Ибишев (29 ноября 1968, Махачкала, Дагестанская АССР, РСФСР, СССР) — российский и азербайджанский футболист, полузащитник.

## Карьера
Воспитанник дагестанского футбола. В 1992 году выступал за «Альтаир-Хеллинг» Дербент во второй лиге России, где провёл 29 матчей и забил 1 гол. В 1993 вместе с Александром Ярахмедовым перебрался в азербайджанский клуб «Шахдаг» Кусары, за который провёл 27 матчей, в которых отметился 4 мячами.. В 1995 году вернулся в «Дербент», за который выступал в третьей лиге, проведя 48 матчей, поразив ворота соперников 22 раза.